# Études latino-américaines
Les études latino-américaines sont un domaine universitaire et de recherche associé à l'étude de l'Amérique latine. Il s'agit d'une étude interdisciplinaire et critique qui est un sous-domaine des études régionales et qui peut être composée de nombreuses disciplines telles que les sciences politiques, l'économie, la sociologie, l'histoire, les relations internationales, la politique, la géographie, la culture, les études de genre et la littérature.
Les études latino-américaines sont le nom donné aux cours dispensés dans les universités qui se concentrent sur l'Amérique latine dans tous ses aspects. Ces études sont communément appelées en anglais Latin American studies.
Les études latino-américaines en Russie ont un aspect économique prononcé.
Les études latino-américaines aux États-Unis sont organisées par la Latin American Studies Association (es) (qui se considère comme une institution à vocation mondiale).
Au Mexique, ces études sont axées sur des programmes de recherche de troisième cycle, à l'exception du programme de premier cycle du même nom à la Faculté de philosophie et de lettres de l'Université nationale autonome du Mexique, fondé dans les années 1960 par le professeur Leopoldo Zea. En France, au sein de l'Université Sorbonne Nouvelle - Paris 3, se trouve l'Institut des hautes études de l'Amérique latine (IHEAL).
L'une des revues les plus connues sur le sujet est le Journal of Latin American Studies (es).